# Benediktas Juodka

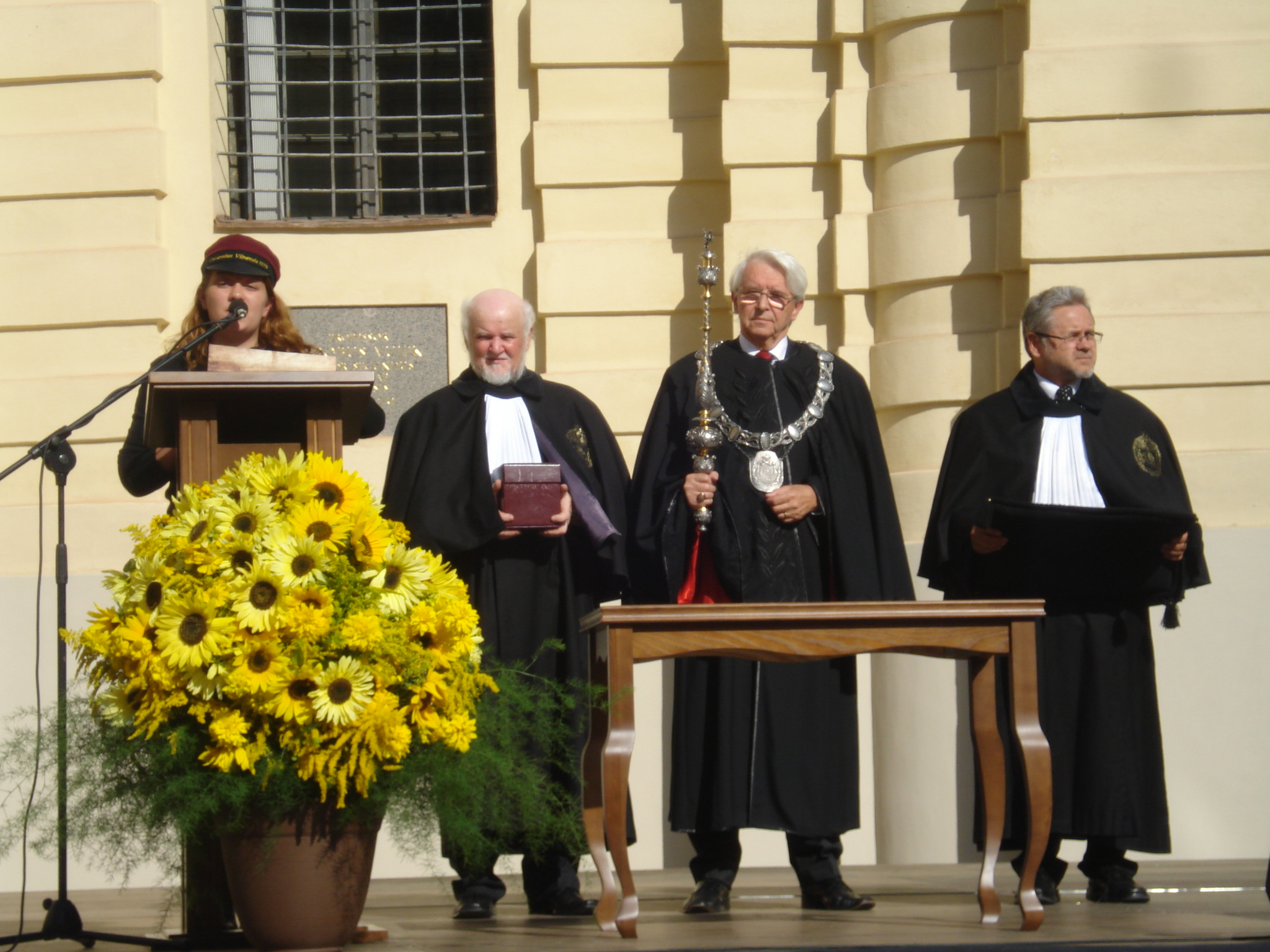
Rektor B. Juodka (im Zentrum), 2009

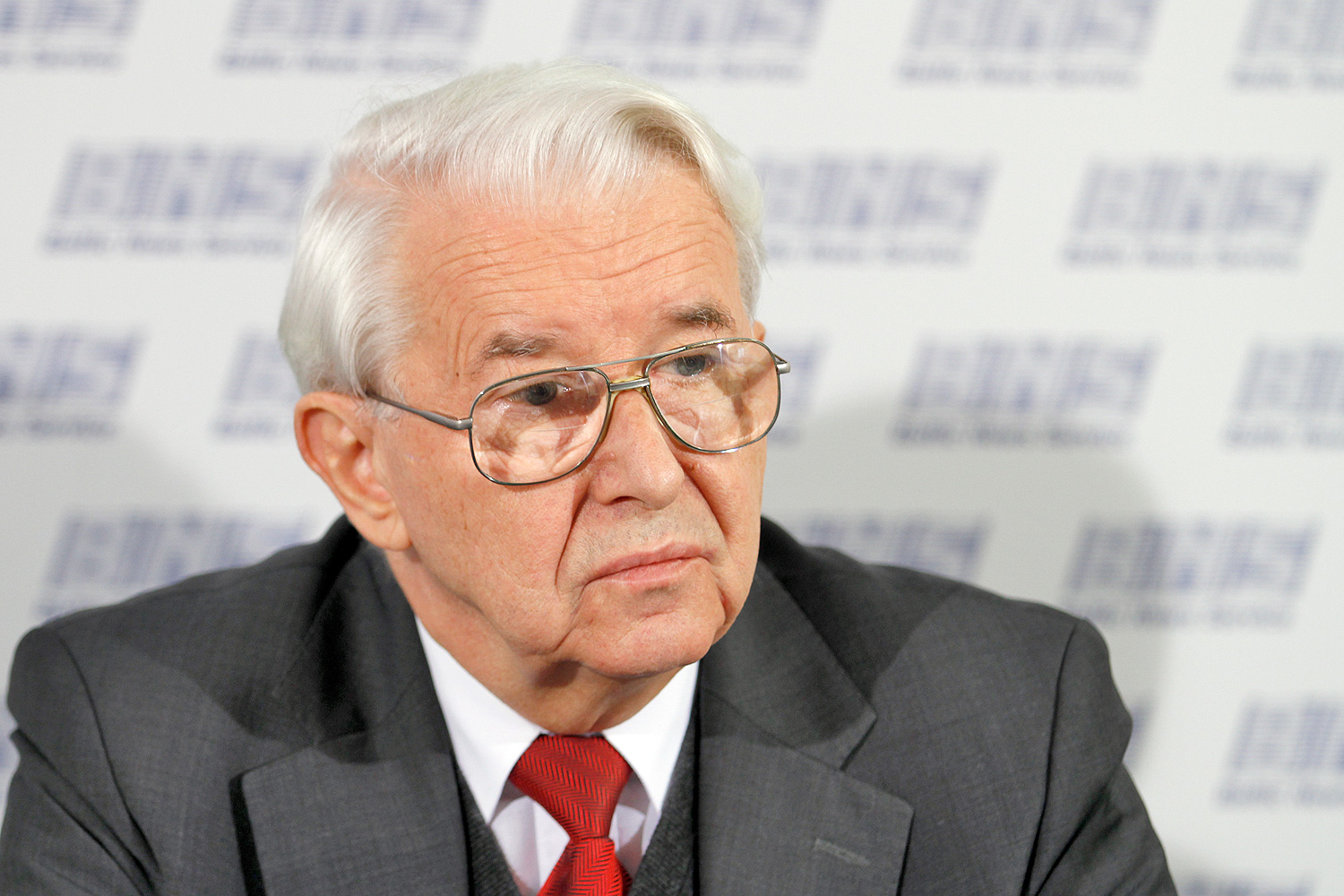
Benediktas Juodka

Benediktas Juodka (* 13. Januar 1943 in Utena) ist ein litauischer Biochemiker und Politiker sowie Rektor der Vilniaus universitetas (VU) und Professor.

## Leben
Von 1949 bis 1960 besuchte Juodka die Mittelschule Gargždai. Nach dem Abitur schloss er 1965 das Diplomstudium der Chemie ab, promovierte 1968 und habilitierte 1981 an der Lomonossow-Universität in Moskau. Ab 1968 arbeitete er am Lehrstuhl für Biochemie, Biophysik und Genetik, und war von 1971 bis 2002 Leiter des Lehrstuhls. Von 1991 bis 2001 war er Prorektor, von 2001 bis 2012 Rektor. Seit Dezember 2012 ist er Mitglied des Seimas. Er war Mitglied des Europaausschusses. Er leitet den Ausschuss für auswärtige Angelegenheiten.
Er ist verheiratet. Mit seiner Frau Tiina (* 1946), einer estnischen Übersetzerin, hat er den Sohn Robert Juodka, Rechtsanwalt, der in der estnischen Wirtschaftsanwaltskanzlei „VARUL“ arbeitet.